# Шишкоподібне тіло
Шишкоподібне тіло (лат. glandula pinealis), епіфі́з (epiphysis — «наріст»), пінеальна залоза, верхній мозковий придаток — залоза, що розташована у хребетних під покровом голови або в глибині мозку. Функціонує як залоза внутрішньої секреції у деяких тварин як сприймаючий світло орган, активність якої залежить від освітленості (в деяких видів хребетних обидві функції суміщені).
У людини це утворення формою нагадує соснову шишку, звідки і одержало свою назву.

## Диригент ендокринної системи
Один з дослідників, Вальтер П'єрпаолі, називає епіфіз «диригентом» ендокринної системи, оскільки на підставі своїх досліджень прийшов до висновку про те, що активність гіпофізу і гіпоталамусу керується шишкоподібною залозою.

## Положення, розміри, будова
Епіфіз належить до проміжного мозку і розташовується в неглибокій борозні між верхніми горбками (colliculi superiores) середнього мозку і над таламусом. Розвивається в ембріогенезі зі склепіння (епіталамусу) задньої частини (діенцефалона) переднього мозку
Маса залози у дорослої людини близько 0,2 г, довжина 8—15 мм, ширина 6—10 мм, товщина 4—6 мм.
Зовні шишкоподібне тіло покрите м'якою сполучнотканинною оболонкою мозку, яка містить безліч анастомозуючих (таких, що з'єднуються між собою) кровоносних судин. Клітинними елементами є спеціалізовані залозисті клітини — пінеоцити та гліальні клітки — гліоцити.

## Пінеальна і парапінеальна залози
У нижчих хребетних, наприклад у міног, можуть розвиватися дві аналогічні структури. Одна, розташована з правої сторони мозку, носить назву пінеальної, а друга, з лівої сторони, парапінеальної залози. Пінеальна залоза присутня у всіх хребетних, за виключенням крокодилів і деяких ссавців, наприклад мурахоїдів і броненосців. Парапінеальна залоза у вигляді зрілої структури є лише у окремих
груп хребетних, таких, як міноги, ящірки і жаби.

## Функція
Основною функцією епіфізу є регуляція циркадних (добових) біологічних ритмів, ендокринних функцій, метаболізму, пристосування організму до змінних умов освітленості.

### Риби
Там, де пінеальна і парапінеальна залози функціонують як орган, що сприймає світло, вони здатні розрізняти лише різний ступінь освітленості, а не зорові образи: вони можуть визначати деякі форми поведінки, наприклад вертикальну міграцію глибоководних риб залежно від зміни дня і ночі.

### Амфібії
У земноводних пінеальна залоза виконує секреторну функцію: вона виробляє гормон мелатонін, який освітлює шкіру цих тварин, зменшуючи займану пігментом площу в меланофорах (пігментних клітках).

### Птахи і ссавці
Мелатонін виявлений також у птахів і ссавців; вважається, що у них він звичайно надає гальмівний ефект, зокрема знижує секрецію гормонів гіпофізу. У перелітних птахів епіфіз виконує роль навігаційних приладів при перельотах

## Гормони епіфізу
Епіфіз виробляє в першу чергу серотонін і мелатонін, а також гістамін.[джерело?] Пінеалоцити в світлий час доби виділяють серотонін, а в темний ці ж клітини починають синтезувати інше похідне триптофану. Ця речовина в 1958 році була ідентифіковано як гормон епіфізу — мелатонін. Припускають, що шишкоподібна залоза виділяє і інші гормони. Інформація до органу про ступінь зовнішнього освітлення поступає від сітківки по симпатичних волокнах.
Мелатонін визначає ритмічність гонадотропних ефектів, зокрема тривалість менструального циклу у жінок. Цей гормон спочатку був виділений з шишкоподібних залоз великої рогатої худоби, і, як з'ясувалося робить гальмуючий вплив на функцію статевих залоз, точніше стримує соматотропін.
Після видалення епіфізу у курчат наступає передчасне статеве дозрівання. Той самий ефект виникає і в результаті пухлини епіфізу.
У ссавців видалення шишкоподібного тіла викликає збільшення маси тіла; у самців — гіпертрофію сім'яників і посилення сперматогенезу, а у самиць — подовження періоду життя жовтих тіл яєчника і збільшення матки.
Надлишок світла гальмує перетворення серотоніна в мелатонін. У темряві, навпаки, посилюється синтез мелатоніну.
Цим пояснюють підвищення статевої активності тварин і птахів весною і влітку, коли в
результаті збільшення тривалості дня, секреція епіфізу пригнічується.
Враховуючи, що епіфіз регулює цілий ряд важливих реакцій організму, а в зв'язку із зміною освітленості ця регуляція циклічна, можна рахувати його регулятором «біологічного годинника» в організмі.
Гормони епіфізу пригнічують біоелектричну активність мозку і нервово-психічну діяльність, надаючи снодійний і заспокійливий ефект.

### Мелатонін
Максимальна кількість мелатоніну виробляється вночі, пік активності припадає приблизно на 2 годину ночі, а вже до 9 години ранку його вміст в крові падає до мінімальних значень.
Експериментально встановлено, що мелатонін при прийомі всередину надає снодійну дію не порушуючи фази сну, відмічений гіпотензивний ефект, нормалізація імунних реакцій організму і нейтралізація дії гормонів стресу на тканині.
Мелатонін виявився могутнім природним антиоксидантом і може використовуватися для профілактики онкологічних захворювань. У літературі є дані про ефективність його при бронхіальній астмі, глаукомі,
катаракті, як нешкідливий контрацептив.

#### Секреторна активність
По рівню секреторної активності виділяють три періоди.
Максимальна секреція мелатоніну відмічена в дитячому віці. У 11—14 років зниження продукції мелатоніну епіфізом «запускає» гормональні механізми статевого дозрівання. І ще одне значуще зниження активності залози збігається за часом з настанням менопаузи.
При цукровому діабеті, при депресіях і онкологічних захворюваннях понижений синтез мелатоніну, або порушений нормальний ритм його секреції. Прийом гормону при цих захворюваннях приводив до позитивних результатів.
Крім цього досліджувалася дія чинників зовнішнього середовища на рівень секреції ендогенного мелатоніну. Виявили, що синтез мелатоніну припиняється при яскравому освітленні. Це відкриття послужило поштовхом до відродження фототерапії. І тепер світлолікування на Заході широко застосовується хронобіологами для лікування десинхронозів.
Виявилось, що скорочення харчового раціону експериментальним тваринам на 60 % приводить до збільшення тривалості життя в 1.5 раз. І у людини низькокалорійна дієта уповільнює процеси старіння, знижує ймовірність розвитку всіх захворювань від яких найчастіше вмирають люди в розвинених країнах (рак, хвороби серця інсульти, атеросклероз, діабет). При цьому спеціальними дослідженнями встановлено, що на обмеження раціону реагує саме епіфіз, підвищуючи секрецію мелатоніну. Тривалість життя пов'язана із загальною кількістю гормону, що синтезується вночі. А робота ендокринної системи в цілому дуже чуйно програмується в дитинстві, залежно від культури харчування. З'ясовано також, що нормалізації порушеного ритму секреції мелатоніну добре допомагають дозована гіпоксія і фізичні навантаження.
Можливо, що саме епіфіз здатний уловлювати зміну електромагнітного фону. На це припущення наштовхує ряд фактів:
- Для перелітних птахів епіфіз є навігаційним приладом.
- При дії на організм людини електромагнітним полем побутових і промислових електроприладів під час роботи достовірно пригноблюється протипухлинний ефект мелатоніну.
- Кореляція нічного піку секреції мелатоніну з нічними імпульсами магнітного поля Землі, близько 2 годин ночі.
- Позитивні результати при лікуванні різних захворювань локальним дозованим опромінюванням проміжного мозку рентгенівськими променями.

## Епіфізарний пісок
Піщинки за розміром бувають від 5 мкм до 2 мм, часто по формі нагадують тутову ягоду, тобто мають фестончасті краї. Складаються з органічної основи — колоїду, який вважається секретом пінеалоцитів, просоченого солями кальцію і магнію, переважно фосфатами. Методом рентгенокристалографічного аналізу було показано, що солі кальцію на дифрактограмах епіфізу аналогічні кристалам гидроксиапатита. Мозкові піщинки в поляризованому світлі виявляють подвійне променезаломлення з утворенням «мальтійського» хреста. Оптична анізотропія указує що кристали сольових відкладень епіфізу не є кристалами кубічної сингонії. Завдяки наявності фосфорнокислого кальцію, піщинки первинно флуоресціюють в ультрафіолетових променях, як і крапельки колоїду, блакитно-білим свіченням. Подібну ж, блакитну флуоресценцію дають міелинові оболонки нервових стовбурів. Звичайно відкладення солей мають характер кілець-кульок, що чергуються з шарами органічної речовини. Більшого про «мозкове піску» ученим з'ясувати поки не вдалося.

## Історія дослідження
Тіло у вигляді соснової шишки зображалося ще колись в тих місцях папірусу, де мовилося про входження душ покійних в судний зал Осиріса.
Вельми архаїчне значення шишки — символ вічного життя, а також відновлення
здоров'я.
Функції цієї залози залишалися незрозумілими довгі роки. Дехто розцінював залозу як рудиментарне око, що раніше призначалося для того щоб людина могла оберігати себе зверху. Але структурним аналогом ока таку залозу — епіфіз можна визнати лише у міног, у плазунів, а не у нас. У містичній літературі періодично зустрічалося твердження про контакті саме цієї залози з таємничою нематеріальною ниткою що пов'язує голову з ефірним тілом. З твору в твір перекочовував опис цього органу здатного нібито відновлювати образи і досвід минулого життя, регулювати потік думки і баланс інтелекту, здійснювати телепатичне спілкування.
Французький філософ Р. Декарт вважав, що залоза виконує посередницькі функції між «духами» —тобто враженнями, що поступають від парних органів — очей, вух, рук. Тут, в епіфізі, під впливом «пари крові» формуються гнів, радість, страх, печаль. Фантазія великого француза наділила залозку можливістю не тільки рухатися, але і направляти «тваринні духи» через пори мозку по нервах до м'язів. Згодом вже з'ясували, що рухатися епіфіз не в змозі. Доказом винятковості епіфізу ряд років служило і те, що серце теж не має пари, а лежить «посередині». Та і існує шишкоподібна залоза, як Декарт помилково припускав, тільки у людини. У старовинних російському медичному керівництві залоза ця називалася «душевною».
У 1965 році в Москві лікар В. Юровський представив до захисту дисертацію про шишкоподібну залозу. На підставі своїх анатомічних досліджень автор спростовував погляди стародавніх філософів про локалізацію розуму в епіфізі. Це дослідження можна вважати початком об'єктивного, матеріалістичного підходу до вивчення цієї таємничої залози. Таємничої тому, що ніхто з подальших дослідників на підставі своїх робіт не зміг запропонувати скільки-небудь правдоподібної гіпотези про роль шишкоподібної залози в організмі[джерело?].
У 1920-их багато фахівців пришли до висновку, що значущої функції у передбачуваного рудиментарним органу немає.
З'являлися сумніви в тому, що епіфіз масою в двісті міліграм і величиною з горошину функціонує не тільки в ембріогенезі, а і після народження.
Все це привело до того, що на ряд десятиліть з поля зору дослідників це «третє око» випало. Правда, були і об'єктивні причини. Серед них складність вивчення, що вимагала нових методів, і топографічна незручність.